# Leo Myhrán
Karl Leo Myrhan, född 5 april 1927 i Västerås, död 7 november 1982 i Stockholm, var en svensk skådespelare och inspicient.

## Filmografi
Roller
- 1955 – Hoppsan!
- 1956 – Kulla-Gulla
- 1956 – Sceningång

Inspicient
- 1959 – Fridolfs farliga ålder
- 1960 – Torget (kortfilm)